# São João do Jaguaribe
São João do Jaguaribe é um município brasileiro do estado do Ceará localizado na Mesorregião do Jaguaribe, no Vale do Jaguaribe, as margens do Rio Jaguaribe. É um dos núcleos mais antigos do Ceará.[carece de fontes?]

## História

### Início do Povoamento
A região do Rio Jaguaribe era habitada por diversos povos indígenas como os Payacus,Janduís e vários outros.
Segundo Lauro de Oliveira Lima, o povoamento não-indígena iniciou com o alagoano Sargento-mor João de Sousa Vasconcelos, criador de gado, que participou do genocídio e expulsão dos nativos dessas terras. Esse povoamento é considerado um dos primeiros núcleos habitacionais do Vale do Jaguaribe. E em 1757 havia seis casas de taipa no local.
Ao estabelecer sua fazenda, João de Sousa ou algum de seus parentes fez erguer uma capela em devoção a São João por volta do ano 1700 ou antes disso. Em 1721, o Padre Antônio Calixto Lobato abrigou alguns índios Janduís na Capela de São João após terem sido vencidos, porém isso não impediu sua dizimação. No ano 1716, moradores do Vale do Jaguaribe reivindicaram o estabelecimento de uma Vila na região da Fazenda de João de Sousa em razão da necessidade de organização de um sistema de segurança pública. Em 1722, consta que se iniciou a tentativa de fundar a Vila de São João Del-Rei.
Em 1701, também foram doados terrenos para fazenda e convento de São Bento. A doação foi feita por Manuel Nogueira Ferreira e sua esposa. Nos anos seguintes, os beneditinos adquiriram mais terras e ampliaram seu domínio até sua venda definitiva em 1909 e 1910.
No século XVIII, também Luciano Dias Cardoso Vargas se estabeleceu no povoado de São João.

### Autonomia municipal
O distrito de São João tornou-se autônomo, sendo erigido a categoria de vila conforme a Lei nº 1.255, de 28 de Dezembro de 1868. 
Em alteração que se processa através da Lei nº 1.402, de 22 de Julho de 1871, extingue-se a situação anterior e mantém-se a subordinação precedente em favor de Limoeiro. 
Sua restauração à categoria de município deu-se conforme Lei nº 3.813, de 13 de Setembro de 1957, instalando-se a 25 de Março de 1959.

## Geografia Física

### Clima
Tropical quente semi-árido em todo o território, tem um clima caracterizado por temperaturas mínimas em torno dos 23 °C e máximas de 29 °C, e por precipitação de chuvas de 750 mm em base anual.

### Hidrografia
O município de São João do Jaguaribe está localizado na bacia hidrográfica do Baixo Jaguaribe, em sua na zona fisiográfica seca do baixa. O Rio Jaguaribe passa a maior parte do ano com um baixo volume de água, no entanto ajuda muito na agricultura e na pecuária local. No ano de 2008 o Rio Jaguaribe teve um grande aumento em seu volume de água (motivado por intensas chuvas) o que acabou prejudicou as plantações e a recém inaugurada passagem molhada. Como principais drenagens superficiais em São João do Jaguaribe, tem-se o Rio Jaguaribe e o Riacho do Bezerra, na divisa com o município de Tabuleiro do Norte[carece de fontes?].

### Relevo
O relevo da região corresponde às formas fracamente dissecadas, remanescentes da superfície de aplainamento do Cenozóico, e à extensa planície fluvial do Rio Jaguaribe, tendo as suas altitudes inferiores a 200 m[carece de fontes?].

### Geologia
O substrato geológico é constituído por rochas antigas, gnaisses e migmatitos do Pré-Cambriano indiviso, sedimentos detríticos conglomeráticos a areno-argilosos do Terciário/Quaternário e sedimentos arenosos inconsolidados, aluviais, do Quaternário[carece de fontes?].

### Solos
Ocorrem solos aluviais, bruno não-cálcicos e podzólicos, sobre os quais encontra-se estabelecida a vegetação de caatinga arbustiva densa, por vezes aberta, e a mata ciliar (floresta mista dicotilo-palmácea), esta ao longo da drenagem[carece de fontes?].

## Demografia

### População
Sua população estimada em 2010 era de 7.902 habitantes. Desses, 3.169 moram na Zona Urbana e 4.733 moram na Zona Rural.
É o município do Ceará com o menor número de População jovem com 25.89%.

## Política
O primeiro prefeito, interino, do município foi Francisco Guerreiro Chaves, assumindo a gestão municipal no ato de sua instituição em 1958.
O segundo prefeito, este sendo o (Primeiro Prefeito Eleito) pelo voto popular, foi Milton Chaves e Silva, 1959 1962; (2º) José Adauto Chaves, 1963 a 1966; (3°) Milton Chaves e Silva, em um segundo mandato (1967 a 1970); (4º) José Adauto Chaves, em um segundo mandato (dois anos), 1971 1972; (5º) Joaquim Rogério de Oliveira, 1973 a 1976; (6º) Vicente Rosendo Freire, 1977 a 1982; (7º) Olívio Olivaldo Chaves 1983 a 1988; (8º) José Diógenes Costa 1989 a 1992; (9°) José Júnior Diógenes Costa, 1993 a 1996; (10°) José Diógenes Costa com mandato de 1997 a 2000, em um segundo mandato; (11°) José Júnior Diógenes Costa, 2001-2004, em um segundo mandato; (12°), Francisco Acácio Chaves de 2005 a 2008; (13°) José Carlos Nobre Freire, 2009 a 2012; (14°) Francisco Acácio Chaves 2013 a 2016, em um segundo mandato; (15°) Francisco Acácio Chaves 2013 a 2016, em um terceiro mandato; (16º)  Atualmente o Prefeito de São João do Jaguaribe é Raimundo César Moraes Maia, mandato 2021 a 2024.

## Economia
O principal fator econômico do município de São João do Jaguaribe são os serviços (Setor Terciário) com 65,38%, seguido pela agropecuária (Setor Primário) com 21,88%, que é ligeiramente seguida pela indústria (Setor secundário) com 12,74.

### Setor Primário
Na agricultura temos como principais cultivos o arroz, a banana (já foi a terra da banana),[carece de fontes?] o feijão, o milho, o caju, o limão, o algodão e a mandioca.
Na pecuária destacam-se a criação de bovinos, de suínos, de ovinos, de caprinos e de equinos.